# TO-3

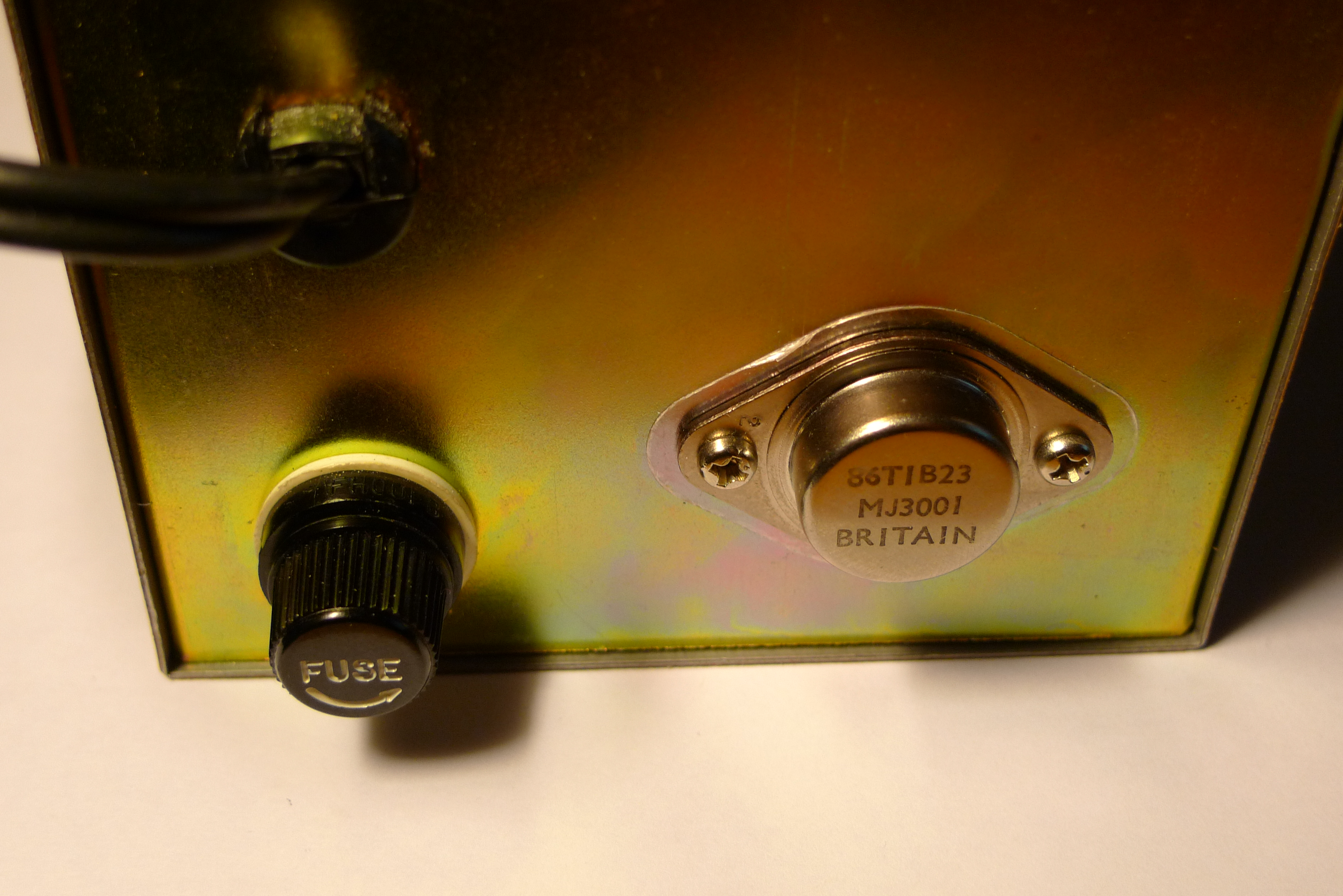
Задняя крышка источника питания с транзистором Дарлингтона MJ3001 в корпусе TO-3 (передняя сторона).

TO-3 (Transistor Outline Package, Case Style 3) — стандарт корпуса для полупроводниковых приборов. Используется для мощных транзисторов, выпрямителей и некоторых интегральных микросхем. Изначально дизайн разработан Motorola в 1955 году для подключения полупроводниковых приборов в распространённые в то время разъёмы для радиоламп, а также для крепления их на корпус автомобильного радиоприёмника и использование его в качестве радиатора. Стандартизирован на основе технических чертежей JEDEC.

## Описание
Корпус представляет собой овалоподобную пластину, имеющую два отверстия для крепления, на которую сверху установлена таблеткообразная крышка, под которой находится полупроводниковый кристалл, припаянный к пластине. Корпус иногда мог наполняться теплопроводным порошком. Имеет два вывода с нижней стороны, изолированных от корпуса с помощью герметичного диэлектрика, который защищает корпус от попадания в него газов и жидкостей. Обычно для этих целей используют стекло. В качестве третьего вывода используют корпус. Благодаря такой конструкции достигается хороший отвод тепла. Изделия в таком корпусе могут работать при токах до нескольких десятков ампер и рассеивать мощность до 3 Вт без радиатора и около 100 Вт с радиатором. Однако подобная конструкция, по сравнению с пластмассовыми корпусами, является более дорогостоящей. Вдобавок размеры и конструктивные особенности делают его непригодным для применения в высокочастотной (радиочастотной) технике.

## Применение
Микросхемы:

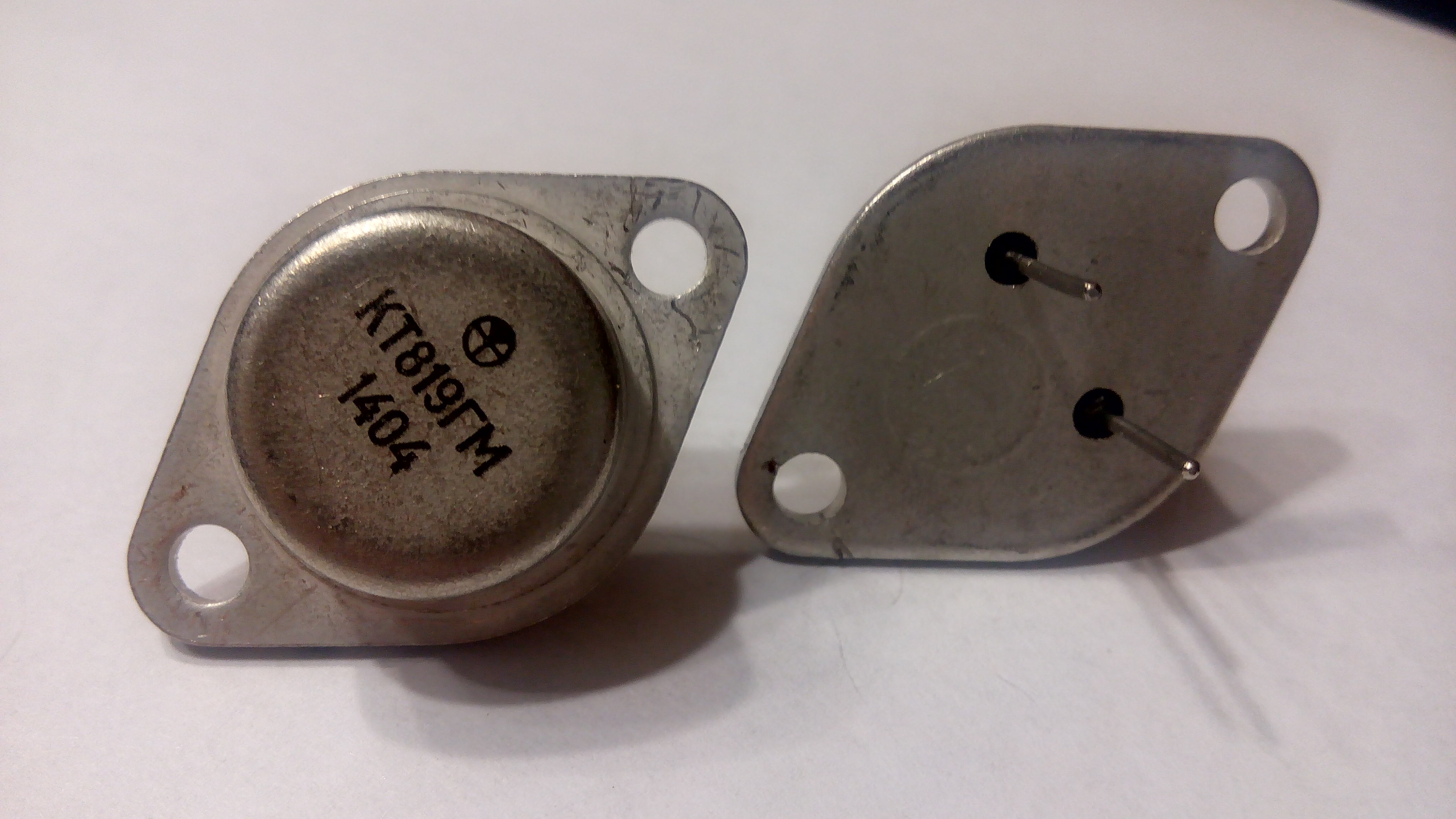
КТ819ГМ биполярный транзистор обратной проводимости (Советский аналог 2N3055) в корпусе КТ9

- LM317, LM340, LM338 — регуляторы напряжения[5][6][7].
- OPA512, OPA541 — операционный усилитель в корпусе TO-3 с 8 выводами[8][9].
- LM12 — с 4 выводами.

Для микросхем OPA541 и OPA512 используют специальный 8-контактный разъём 0804MC
Транзисторы:

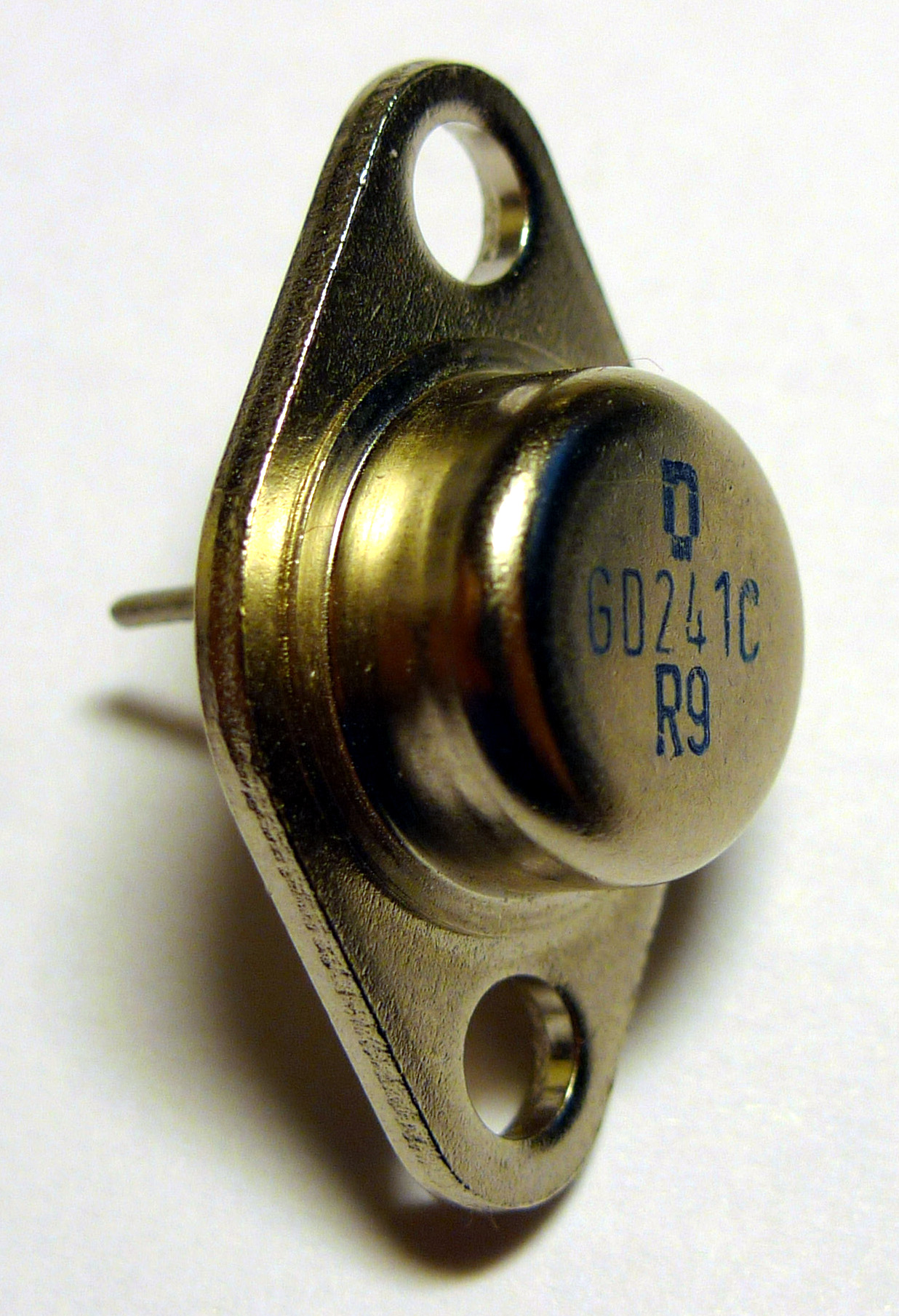
Транзистор прямой проводимости GD241 в корпусе TO-66

- 2N3055 — биполярный n-p-n транзистор.
- 2N2955 — биполярный p-n-p транзистор.

## Аналоги
- TO-66 — уменьшенная версия корпуса TO-3.
- КТ-9 — советский аналог корпуса TO-3[11].